# Ipomoea populina
Ipomoea populina är en vindeväxtart som beskrevs av Homer Doliver House. Ipomoea populina ingår i släktet praktvindor, och familjen vindeväxter. Inga underarter finns listade i Catalogue of Life.